# Maximilian Levy
Maximilian Levy (Berlín Oriental, 26 de junio de 1987) es un deportista alemán que compite en ciclismo en la modalidad de pista, especialista en las pruebas de velocidad y keirin.
Participó en tres Juegos Olímpicos de Verano, entre los años 2008 y 2016, obteniendo en total tres medallas, bronce en Pekín 2008 en la prueba de velocidad por equipos (junto con René Enders y Stefan Nimke) y plata y bronce en Londres 2012, en keirin y velocidad por equipos (con René Enders y Robert Förstemann), respectivamente.
Ganó 10 medallas en el Campeonato Mundial de Ciclismo en Pista entre los años 2007 y 2018, y 9 medallas en el Campeonato Europeo de Ciclismo en Pista entre los años 2010 y 2020.

## Medallero internacional
| Juegos Olímpicos   | Juegos Olímpicos           | Juegos Olímpicos  | Juegos Olímpicos      |
| Año                | Lugar                      | Medalla           | Competición           |
| ------------------ | -------------------------- | ----------------- | --------------------- |
| 2008               | Pekín (China)              | Medalla de bronce | Velocidad por equipos |
| 2012               | Londres (Reino Unido)      | Medalla de plata  | Keirin                |
| 2012               | Londres (Reino Unido)      | Medalla de bronce | Velocidad por equipos |
| Campeonato Mundial |                            |                   |                       |
| Año                | Lugar                      | Medalla           | Competición           |
| 2007               | Palma de Mallorca (España) | Medalla de bronce | Velocidad por equipos |
| 2009               | Pruszków (Polonia)         | Medalla de oro    | Keirin                |
| 2010               | Ballerup (Dinamarca)       | Medalla de oro    | Velocidad por equipos |
| 2010               | Ballerup (Dinamarca)       | Medalla de bronce | Keirin                |
| 2011               | Apeldoorn (Países Bajos)   | Medalla de oro    | Velocidad por equipos |
| 2012               | Melbourne (Australia)      | Medalla de plata  | Keirin                |
| 2013               | Minsk (Bielorrusia)        | Medalla de oro    | Velocidad por equipos |
| 2013               | Minsk (Bielorrusia)        | Medalla de plata  | Kerirn                |
| 2014               | Cali (Colombia)            | Medalla de plata  | Velocidad por equipos |
| 2018               | Apeldoorn (Países Bajos)   | Medalla de bronce | Keirin                |
| Campeonato Europeo |                            |                   |                       |
| Año                | Lugar                      | Medalla           | Competición           |
| 2010               | Pruszków (Polonia)         | Medalla de oro    | Velocidad por equipos |
| 2011               | Apeldoorn (Países Bajos)   | Medalla de plata  | Velocidad individual  |
| 2013               | Apeldoorn (Países Bajos)   | Medalla de oro    | Velocidad por equipos |
| 2013               | Apeldoorn (Países Bajos)   | Medalla de oro    | Keirin                |
| 2015               | Grenchen (Suiza)           | Medalla de bronce | Velocidad por equipos |
| 2017               | Berlín (Alemania)          | Medalla de oro    | Keirin                |
| 2017               | Berlín (Alemania)          | Medalla de plata  | Velocidad por equipos |
| 2020               | Plovdiv (Bulgaria)         | Medalla de oro    | Velocidad individual  |
| 2020               | Plovdiv (Bulgaria)         | Medalla de oro    | Keirin                |

1. ↑  Compitió en la ronda de clasificación.